# Pleš (Žužemberk, Slovenija)
Pleš je naselje u slovenskoj Općini Žužemberku. Pleš se nalazi u pokrajini Dolenjskoj i statističkoj regiji Jugoistočnoj Sloveniji. 

## Stanovništvo
Prema popisu stanovništva iz 2002. godine naselje je imalo 25 stanovnika.